# بيير صموئيل
بيير صموئيل (بالفرنسية: Pierre Samuel )‏ (و. 1921 – 2009 م) هو رياضياتي، ومؤرخ العلم، وعضو في المقاومة الفرنسية فرنسي، ولد في باريس، توفي في باريس، عن عمر يناهز 88 عاماً.

## التعليم
تعلم في مدرسة الأساتذة العليا، وجامعة برنستون.